# Sukamurni (Cilawu)
Sukamurni is een bestuurslaag in het regentschap Garut van de provincie West-Java, Indonesië. Sukamurni telt 7815 inwoners (volkstelling 2010).